# Lech Wałęsa
Lech Wałęsaⓘ (ur. 29 września 1943 w Popowie) – polski robotnik, działacz związkowy i polityk, Prezydent Rzeczypospolitej Polskiej w latach 1990–1995.
Dysydent, przywódca opozycji demokratycznej w okresie Polskiej Rzeczypospolitej Ludowej, współzałożyciel i pierwszy przewodniczący NSZZ „Solidarność”. Kandydat w wyborach prezydenckich w 1990, 1995 i 2000. Laureat Pokojowej Nagrody Nobla w 1983. Kawaler Orderu Orła Białego. 
Podjąwszy w 1967 pracę jako elektryk w Stoczni Gdańskiej, został działaczem związkowym. W czasie wydarzeń grudnia 1970 wchodził w skład komitetu strajkowego stoczni. Za działalność związkową był represjonowany przez władze PRL – poddawany inwigilacji, aresztowany, w 1976 został zwolniony z pracy.
W sierpniu 1980 odegrał kluczową rolę w negocjacjach, które doprowadziły do zawarcia porozumień sierpniowych – ugody między strajkującymi robotnikami i rządem. Był współzałożycielem ruchu związkowego „Solidarność”, a 17 września 1980 został wybrany na jego przewodniczącego. Po wprowadzeniu stanu wojennego w Polsce 13 grudnia 1981 i delegalizacji „Solidarności” został ponownie aresztowany, a następnie internowany. Władze PRL chciały skłonić go do współpracy i wykorzystać propagandowo w roli przewodniczącego kontrolowanej przez siebie, nowej „Solidarności”, jednak ten odmówił pertraktacji. Zwolniony z aresztu w listopadzie 1982, kontynuował działalność jako przywódca podziemnej „Solidarności” aż do końca lat 80.
W 1989 był uczestnikiem obrad Okrągłego Stołu, które doprowadziły do częściowo wolnych wyborów parlamentarnych w czerwcu 1989 i do wyłonienia rządu kierowanego przez „Solidarność”. Odegrał istotną rolę w transformacji ustrojowej Polski i jej przejściu od modelu tzw. bloku wschodniego do państwa liberalnego i wolnorynkowego, a także w zakończeniu zimnej wojny.
W wyborach w 1990 z powodzeniem kandydował na urząd Prezydenta RP, stając się pierwszym w historii prezydentem RP wybranym w wyborach powszechnych. Jego popularność osłabła, a rola w polskiej polityce istotnie zmniejszyła się po tym, jak przegrał wybory prezydenckie w 1995. Pozostał aktywny w sferze publicznej, zakładając w kolejnych latach Instytut Lecha Wałęsy, Chrześcijańską Demokrację III Rzeczypospolitej Polskiej i Forum Obywatelskie Chrześcijańska Demokracja.
Znany z dużej żywiołowości wystąpień, na przestrzeni lat wytworzył swój charakterystyczny wizerunek m.in. poprzez noszenie w klapie marynarki wizerunku Matki Boskiej Częstochowskiej, a także poprzez używanie specyficznych zwrotów językowych, które przeniknęły trwale do języka polskiego jako tzw. wałęsizmy. W 2013 Andrzej Wajda wyreżyserował poświęcony mu film biograficzny Wałęsa. Człowiek z nadziei. Po wyborach parlamentarnych w 2005, w 2015 i w 2019 krytykował rządy Prawa i Sprawiedliwości, m.in. w obliczu kryzysu wokół Trybunału Konstytucyjnego w Polsce. Angażował się w szereg działań opozycji, w tym Komitetu Obrony Demokracji. Manifestował swoją niezgodę na działania będące w jego przekonaniu naruszaniem ładu konstytucyjnego.
Uznany za Człowieka Roku 1981 oraz za jednego ze 100 najważniejszych ludzi stulecia (1999) przez tygodnik „Time”. Za swoją działalność otrzymał szereg odznaczeń, m.in. Prezydencki Medal Wolności, Krzyż Wielki Orderu Łaźni oraz Krzyż Wielki Orderu Legii Honorowej. Otrzymał tytuły doctora honoris causa szeregu uczelni wyższych. Jego imieniem zostały nazwane ulice i place w różnych miejscach świata oraz port lotniczy w Gdańsku.

## Życiorys

### Młodość i wykształcenie
Urodził się 29 września 1943 w Popowie. Wychował się w ubogiej rodzinie pielęgnującej religijne wartości. Jego rodzicami byli Feliksa z domu Kamieńska (1916–1975) i Bolesław Wałęsa (1907–1945), z zawodu rolnik i cieśla. Był czwartym dzieckiem w rodzinie, wcześniej urodzili się: Izabela (1934–2012), Edward (1937–1994) i Stanisław (1939–1999). Po śmierci Bolesława głową rodziny został Stanisław, starszy brat zmarłego, który poślubił Feliksę w 1946. Urodziło im się trzech synów: Tadeusz (ur. 1946), Zygmunt (ur. 1948) i Wojciech (1951–1988). W dorosłym życiu Lech Wałęsa nie utrzymuje stałych kontaktów z rodzeństwem.
W 1950 rozpoczął naukę w szkole podstawowej w Chalinie. W 1959 podjął dalszą naukę w klasie mechanizacji rolnictwa w Zasadniczej Szkole Zawodowej w Lipnie, którą ukończył w czerwcu 1961 z ogólną oceną dostateczną i bardzo dobrą za sprawowanie. Na 18 wykładanych przedmiotów tylko z trzech miał ocenę wyższą niż dostateczną (matematyka – dobry; przysposobienie sportowe – bardzo dobry; gospodarka przedsiębiorstwem – dobry).
Należał do Związku Młodzieży Socjalistycznej i Związku Młodzieży Wiejskiej oraz do Ligi Przyjaciół Żołnierza. W latach 1961–1967 pracował jako elektryk (samochodowy i ciągnikowy) oraz konserwator urządzeń elektrycznych w Państwowym Ośrodku Maszynowym w Łochocinie. Od 1963 do 1965 odbywał ponadto zasadniczą służbę wojskową. Elew Szkoły Podoficerów i Młodszych Specjalistów Wojsk Łączności nr 10 w Świeciu, którą ukończył ze stopniem kaprala, a później w jednostce wojskowej w Koszalinie. 2 czerwca 1967 został zatrudniony jako elektryk okrętowy w Stoczni Gdańskiej im. Lenina.

### Lata 70. XX wieku
W grudniu 1970 był jednym z przywódców strajku w Stoczni Gdańskiej oraz członkiem komitetu strajkowego. W lutym 1971 wszedł w skład rady oddziałowej związku zawodowego metalowców oraz został społecznym inspektorem pracy, jednak po roku zrezygnował z tej funkcji. Brał udział w rozmowach pracowników Stoczni Gdańskiej z I sekretarzem KC PZPR Edwardem Gierkiem. W 1976 został zwolniony z pracy za publiczną krytykę koncesjonowanych organizacji związkowych. W maju 1976 został zatrudniony jako elektromechanik w Zakładzie Remontowym Maszyn Budowlanych ZREMB w Gdańsku.
W połowie 1977 został członkiem redakcji „Robotnika Wybrzeża”, współpracował z Komitetem Samoobrony Społecznej „KOR”. W 1978 zaangażował się w działalność Wolnych Związków Zawodowych Wybrzeża. Na początku 1979 został zwolniony z pracy w ZREMB za krytykę organizacji zawodowych i naruszenie obowiązków pracowniczych, a w maju 1979 podjął pracę w Zakładzie Robót Elektrycznych Elektromontaż w Gdańsku.
W latach 70. był przesłuchiwany i zatrzymywany przez funkcjonariuszy Służby Bezpieczeństwa.

### Pierwsza „Solidarność”

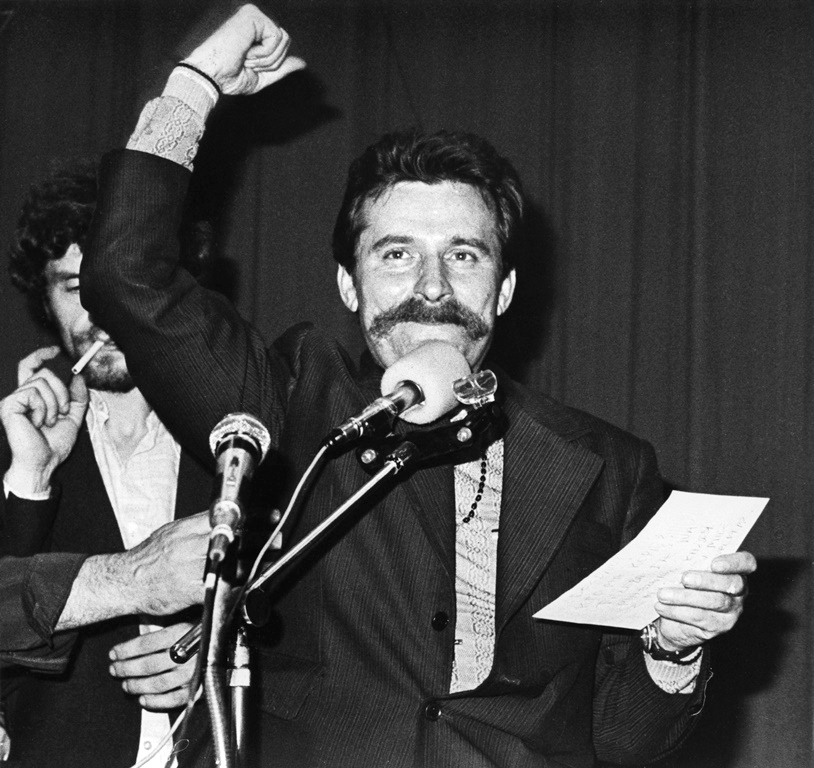
Lech Wałęsa w czasie strajku w sierpniu 1980 w Stoczni Gdańskiej

W sierpniu 1980 brał udział w organizowaniu zaplanowanego przez Bogdana Borusewicza strajku w Stoczni Gdańskiej. 14 sierpnia dołączył do inicjujących w tym zakładzie protest Jerzego Borowczaka, Bogdana Felskiego i Ludwika Prądzyńskiego. Po przemówieniu do dyrektora Stoczni Gdańskiej Klemensa Gniecha, w którym przypomniał o swoim zwolnieniu, wszedł w skład komitetu strajkowego, a następnie stanął na jego czele. Po tym, jak władze zgodziły się na główne postulaty (podwyższenie pensji, a także na tablicę upamiętniającą ofiary wydarzeń grudniowych i przywrócenie zwolnionych pracowników), ogłosił przegłosowaną decyzję komitetu strajkowego o zakończeniu protestu. Jeszcze tego samego dnia, po konsultacji m.in. z przedstawicielami innych zakładów pracy, ogłosił strajk solidarnościowy, a następnego został przewodniczącym Międzyzakładowego Komitetu Strajkowego. 31 sierpnia 1980 z ramienia MKS podpisał z delegacją rządową pod przewodnictwem wicepremiera Mieczysława Jagielskiego gdańskie porozumienia sierpniowe. Podpis złożył charakterystycznym dużym długopisem z wizerunkiem papieża Jana Pawła II.
Z początkiem września został przewodniczącym nowo utworzonego Międzynarodowego Komitetu Założycielskiego Niezależnych Samorządnych Związków Zawodowych. 17 września 1980 stanął na czele Krajowej Komisji Porozumiewawczej, organu koordynującego założonego na bazie MKS ogólnopolskiego Niezależnego Samorządnego Związku Zawodowego „Solidarność”. W 1981 został wybrany najpierw na przewodniczącego zarządu Regionu Gdańskiego, a następnie – na pierwszym Krajowym Zjeździe Delegatów w Gdańsku – na pierwszego przewodniczącego NSZZ „S”, otrzymując już w pierwszej turze 55,2% głosów i pokonując tym samym Andrzeja Gwiazdę, Mariana Jurczyka i Jana Rulewskiego. Prowadzony w latach 1980–1981 przez Wałęsę związek zawodowy przekształcił się w masowy ruch społeczno-polityczny, liczący w szczytowym okresie około 10 mln członków, wokół którego powstawały organizacje satelickie, m.in. NSZZ Rolników Indywidualnych „Solidarność” i Niezależne Zrzeszenie Studentów.

### Internowanie i Nagroda Nobla

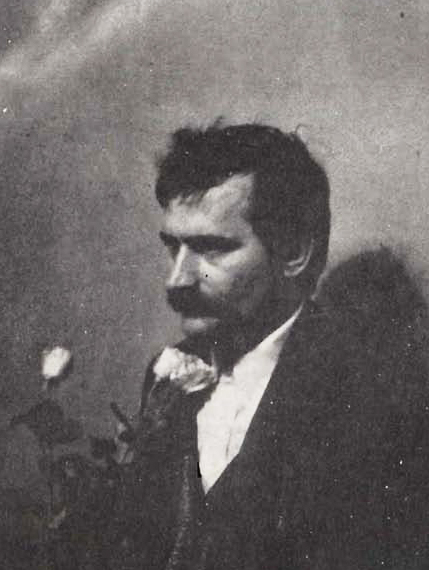
Lech Wałęsa (sierpień 1980)

13 grudnia 1981 gen. Wojciech Jaruzelski wprowadził stan wojenny. W nocy tego dnia decyzję nakazującą wyjazd do Warszawy, przekazaną do Gdańska przez Mieczysława Rakowskiego, ogłosili Wałęsie w jego mieszkaniu wojewoda gdański Jerzy Kołodziejski i I sekretarz komitetu wojewódzkiego PZPR Tadeusz Fiszbach. Pierwszego dnia stanu wojennego, w godzinach wieczornych, za zgodą władz, z Wałęsą spotkali się przedstawiciele Kościoła w osobach arcybiskupa Bronisława Dąbrowskiego i księdza Alojzego Orszulika. Władze chciały wykorzystać Wałęsę jako szyld nowej „Solidarności” pod kontrolą SB, jednak odmówił on z nimi rozmów. Przewodniczącego zdelegalizowanej NSZZ „S” przewieziono najpierw do ośrodka rządowego w Chylicach, później osadzono w Otwocku Wielkim, a 11 maja 1982 – w Arłamowie. Decyzję o internowaniu datowano na dzień 26 stycznia 1982. 14 listopada 1982 został zwolniony z aresztu domowego, o czym ostatecznie przesądziła opinia gen. Czesława Kiszczaka, który z upoważnienia gen. Wojciecha Jaruzelskiego prowadził rozmowy z Wałęsą podczas jego internowania.
Od czasu zwolnienia przez kolejne lata objęty był dozorem milicyjnym i inwigilowany przez funkcjonariuszy służb specjalnych. Władze Polskiej Rzeczypospolitej Ludowej traktowały go jako „osobę prywatną”. Do końca lat 80. pozostawał przywódcą zdelegalizowanej NSZZ „S”. Utrzymywał liczne kontakty z zakonspirowanymi strukturami związku, m.in. już w kwietniu 1983 spotkał się z przedstawicielami Tymczasowej Komisji Koordynacyjnej. W tym czasie powrócił także do pracy jako elektryk w Stoczni Gdańskiej.

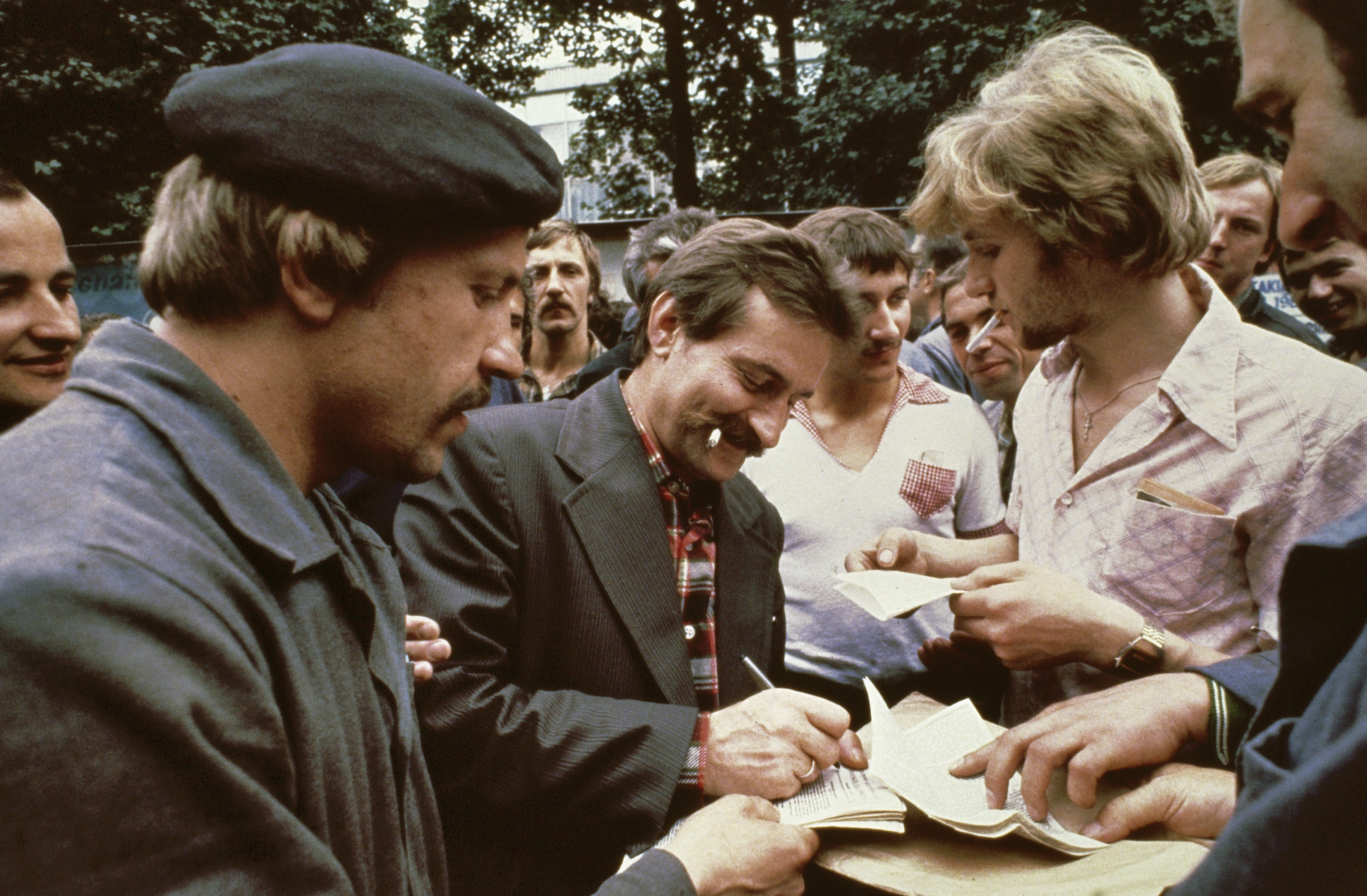
Lech Wałęsa rozdający autografy podczas strajku (1980)

5 października 1983 Komitet Noblowski ogłosił decyzję o przyznaniu mu Pokojowej Nagrody Nobla. W uzasadnieniu wskazano m.in.:

(…) wkład Lecha Wałęsy ma kluczowe znaczenie dla pracy w celu utwierdzenia wolności organizowania się we wszystkich krajach (…) jest czymś więcej niż wewnętrzną sprawą polską. Solidarność, którą głosi, bierze się właśnie z myśli, że człowiek jest cząstką ludzkości. (…) Kiedy dzisiaj wręczamy Pokojową Nagrodę Nobla Lechowi Wałęsie, pragniemy, ażeby była ona nie tylko uhonorowaniem, lecz także wyrazem wdzięczności za odwagę wyboru drogi pokojowej.

Wałęsa nie zdecydował się na wyjazd na galę wręczenia nagrody do Oslo w obawie przed problemami z powrotem do kraju. Nagrodę w jego imieniu odebrała żona Danuta wraz z 13-letnim wówczas synem Bogdanem, a przemówienie laureata odczytał Bohdan Cywiński.
10 października 1986 zaapelował do władz Stanów Zjednoczonych o zniesienie sankcji gospodarczych nałożonych na Polskę po wprowadzeniu stanu wojennego. 18 października Kazimierz Barcikowski i Stanisław Ciosek spotkali się z przedstawicielami środowisk katolickich Andrzejem Święcickim, Jerzym Turowiczem i Andrzejem Wielowieyskim, a tematem ich rozmowy była m.in. propozycja władz, by Wałęsa wszedł do Rady Konsultacyjnej przy Przewodniczącym Rady Państwa (przewodniczącym RP był Wojciech Jaruzelski). Inicjatywa nie odniosła sukcesu. W listopadzie 1986 współtworzył jawną Tymczasową Radę NSZZ „Solidarność”, a w październiku 1987 stanął na czele nowo utworzonej, półlegalnej Krajowej Komisji Wykonawczej NSZZ „Solidarność”.

### Okrągły Stół

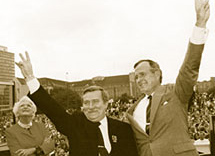
Lech Wałęsa i 41. prezydent Stanów Zjednoczonych, George H.W. Bush w lipcu 1989

W 1988 brał udział w organizowaniu strajku w Stoczni Gdańskiej, który doprowadził do rozmów robotników z rządem. Wałęsa był współtwórcą porozumień Okrągłego Stołu, czyli nieformalnym przywódcą tzw. społecznej części uczestników tych rozmów i oficjalnie jej głównym koordynatorem. 31 sierpnia 1988 podczas spotkania z generałem Czesławem Kiszczakiem osiągnął porozumienie w sprawie rozpoczęcia obrad rządu z opozycją w zamian za wygaszenie zorganizowanej przez „Solidarność” fali strajków. Był też współzałożycielem utworzonego w grudniu 1988 Komitetu Obywatelskiego przy Przewodniczącym NSZZ „Solidarność”.
Rozmowy Okrągłego Stołu trwały od 6 lutego do 5 kwietnia 1989, w ich wyniku możliwe były zmiana Konstytucji Polskiej Rzeczypospolitej Ludowej i przeprowadzenie częściowo wolnych wyborów parlamentarnych w Polsce. Wybory odbyły się 4 czerwca 1989, Komitet Obywatelski zdobył 99 ze 100 mandatów w Senacie i wszystkie z 35% pochodzących z wolnego wyboru miejsc (161) w Sejmie.
W sierpniu 1989 zorganizował spotkanie z przewodniczącymi Zjednoczonego Stronnictwa Ludowego i Stronnictwa Demokratycznego, zawiązując w Sejmie koalicję, która utworzyła następnie rząd Tadeusza Mazowieckiego, pierwszy niekomunistyczny rząd w powojennej Polsce.

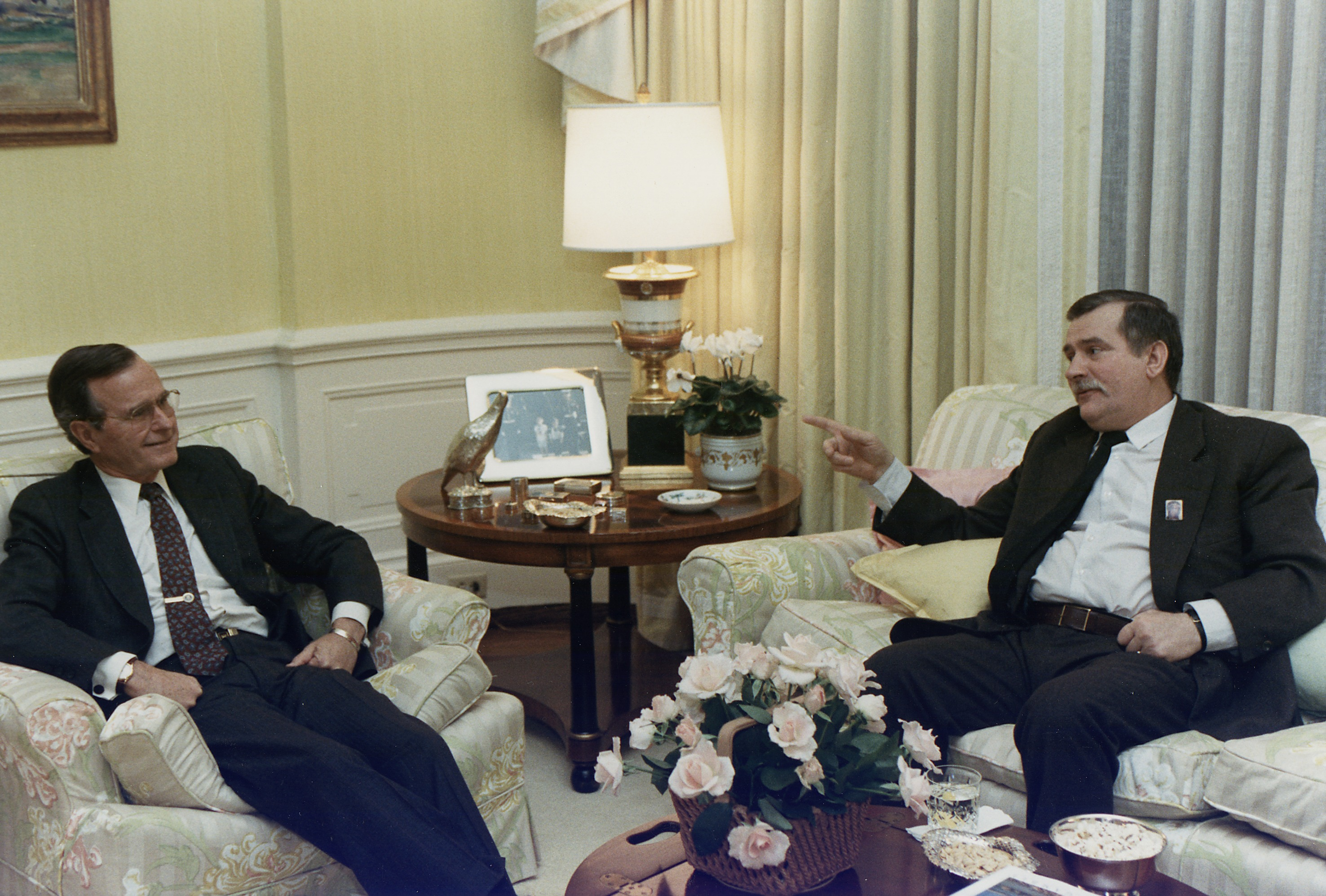
Lech Wałęsa i George H.W. Bush podczas prywatnego spotkania, listopad 1989

### Prezydent Rzeczypospolitej Polskiej
17 września 1990 zgłosił swoją kandydaturę na urząd Prezydenta RP. W przeprowadzonych w dwóch turach w listopadzie i grudniu 1990 wyborach powszechnych wybrany został na ten urząd, zdobywając w drugiej turze 74,25% głosów przy frekwencji wynoszącej 53,39% osób uprawnionych do głosowania. 22 grudnia złożył przed Zgromadzeniem Narodowym przysięgę prezydencką:

„Obejmując urząd Prezydenta Rzeczypospolitej Polskiej, przysięgam uroczyście Narodowi Polskiemu, że postanowieniom Konstytucji wierności dochowam, będę strzegł niezłomnie godności Narodu, suwerenności i bezpieczeństwa państwa. Przysięgam, że dobro Ojczyzny oraz pomyślność obywateli będą dla mnie zawsze najwyższym nakazem. Tak mi dopomóż Bóg.”

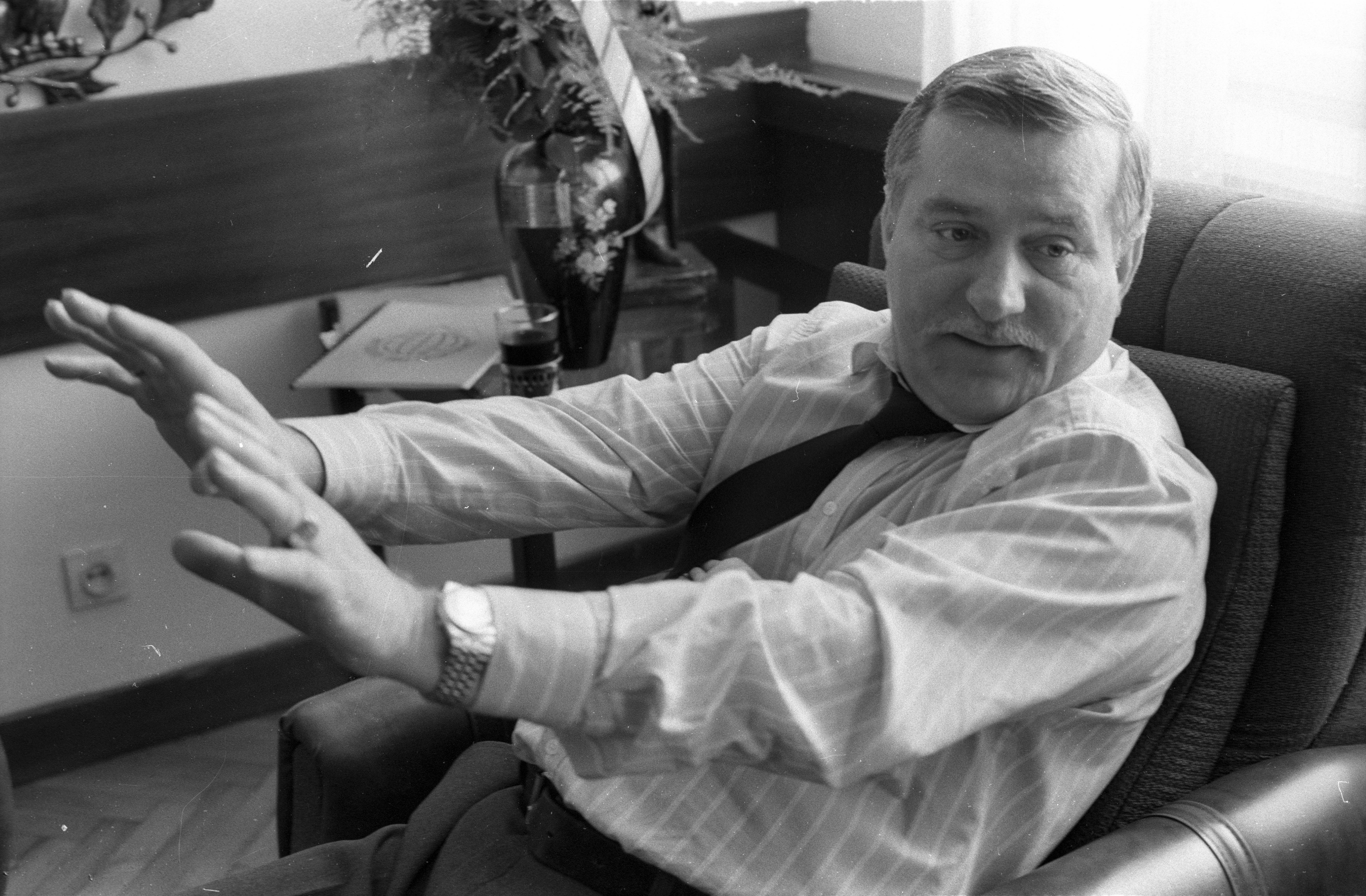
Lech Wałęsa (1990)

W dniach 4–6 lutego 1991 odwiedził Watykan i Włochy, gdzie spotkał się z przedstawicielami państw. 15 lutego w Wyszehradzie rozmawiał z prezydentem Czechosłowacji i premierem Węgier. W marcu jako nowo wybrany prezydent III Rzeczypospolitej spotkał się z działaczami oraz przywódcami Kongresu Polonii Amerykańskiej w Waszyngtonie, Chicago i wielu innych centrach licznej ludności polskiej. 22 maja jako pierwszy w historii prezydent Polski złożył wizytę w utworzonym po II wojnie światowej Izraelu.
4 lutego 1992 był w Strasburgu z wizytą w Radzie Europy. W marcu, w czasie wizyty w Niemczech, wysunął dla państw Europy Środkowej alternatywną wobec Organizacji Traktatu Północnoatlantyckiego i Europejskiej Wspólnoty Gospodarczej koncepcję NATO-bis i EWG-bis. W maju 1992 miał podpisać w Moskwie układ wycofujący wojska Układu Warszawskiego z Polski, umożliwiający jednak Rosjanom zakładanie w bazach polsko-rosyjskich spółek mieszanych (warunek ten odrzucony został sprzeciwem rządu Jana Olszewskiego). Ostateczna wersja umowy wspominała o „podejmowaniu działań na rzecz współpracy”. Kilkanaście dni później, w kilka godzin po opublikowaniu tak zwanej listy Macierewicza, aktywnie przyczynił się do przyspieszenia odwołania rządu Jana Olszewskiego. W październiku tego samego roku podpisał Małą Konstytucję.
W 1993 był inicjatorem założenia Bezpartyjnego Bloku Wspierania Reform. W maju tego samego roku rozwiązał Sejm i Senat wskutek uchwalenia wotum nieufności dla rządu Hanny Suchockiej.
Przegrał obie tury wyborów prezydenckich, przeprowadzonych 5 i 19 listopada 1995, z Aleksandrem Kwaśniewskim. Urząd prezydenta sprawował do 22 grudnia 1995.

### Działalność po prezydenturze

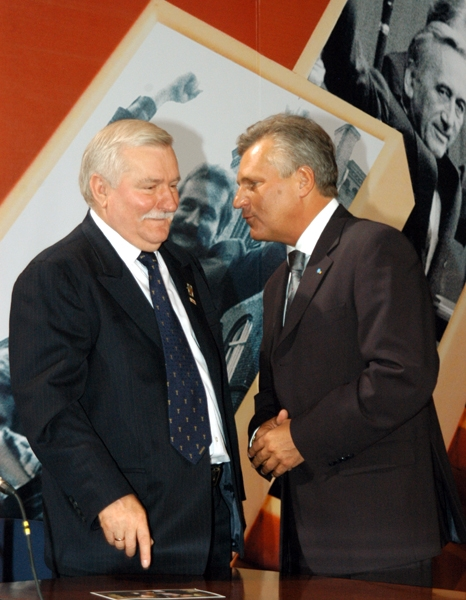
Lech Wałęsa i Aleksander Kwaśniewski podczas obchodów 25-lecia NSZZ „Solidarność”

W grudniu 1995 założył fundację – Instytut Lecha Wałęsy. W 1997 utworzył partię polityczną Chrześcijańska Demokracja III Rzeczypospolitej Polskiej i został jej przewodniczącym. W wyborach parlamentarnych w tym samym roku ChDRP startowała z list Akcji Wyborczej Solidarność, która odniosła zwycięstwo (część członków ChDRP uzyskała mandaty, większość z nich wkrótce opuściła partię). W późniejszym okresie krytycznie oceniał pracę AWS. W 1999 były prezydent otworzył swoje biuro w Zielonej Bramie w Gdańsku.
W 2000 przegrał wybory prezydenckie, otrzymując śladowe poparcie (1,01% głosów, dało to siódme miejsce spośród 12 kandydatów), po którym ogłosił ostateczne odejście na polityczną emeryturę. Ustąpił wówczas z funkcji szefa ChDRP, zostając honorowym przewodniczącym partii. W 2001 w jej imieniu zawarł porozumienie z liderem partii Forum Obywatelskie Januszem Tomaszewskim, powołując komitet Forum Obywatelskie Chrześcijańska Demokracja, który w wyborach parlamentarnych w tym samym roku wystawił kandydatów do Senatu (do Sejmu członkowie ChDRP startowali głównie z list Platformy Obywatelskiej), a Lech Wałęsa przewodził mu honorowo. W 2003 ChDRP została wykreślona z rejestru, jednak w 2004 z wniosku m.in. Lecha Wałęsy została zarejestrowana ponownie i wystartowała do Parlamentu Europejskiego z list Narodowego Komitetu Wyborczego Wyborców, kierowanego przez Macieja Płażyńskiego (z ramienia tego komitetu startował także syn Lecha Wałęsy, Jarosław).

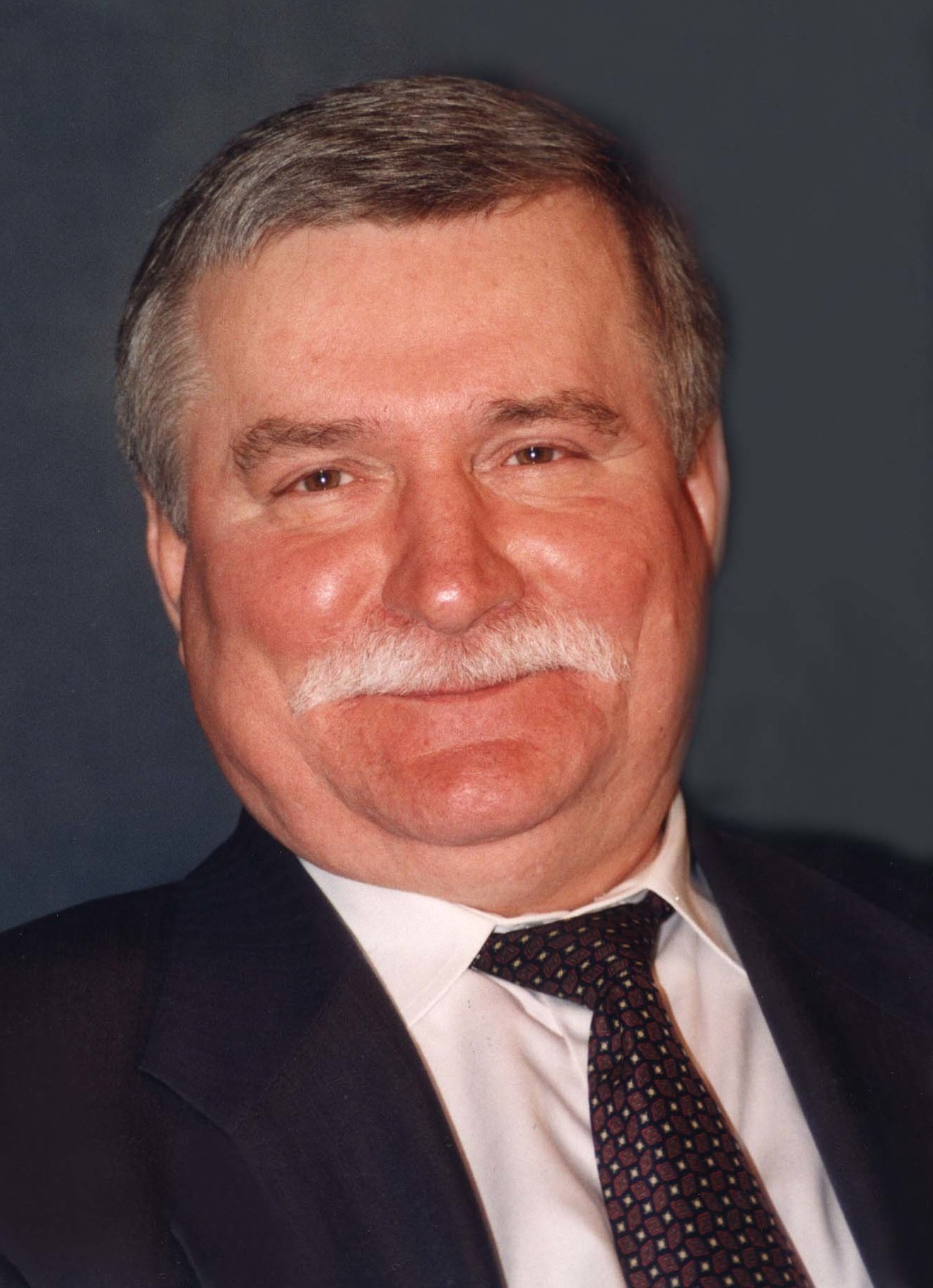
Lech Wałęsa w 1996

Podczas uroczystego otwarcia Zimowych Igrzysk Olimpijskich 2002 w Salt Lake City reprezentował Europę, niosąc flagę olimpijską u boku sławnych przedstawicieli pozostałych kontynentów.
W czerwcu 2004 otrzymał Dyplom Specjalny Ministerstwa Spraw Zagranicznych za „wybitne zasługi dla promocji Polski w świecie”, a także – jako pełnomocnik prezydenta RP Aleksandra Kwaśniewskiego – reprezentował władze polskie na pogrzebie byłego prezydenta Stanów Zjednoczonych Ronalda Reagana. Pod koniec 2004 poparł publicznie pomarańczową rewolucję na Ukrainie i uczestniczył w mediacjach pomiędzy skłóconymi stronami – obozami Wiktora Juszczenki i Wiktora Janukowycza.
Od 2004 funkcjonuje Stowarzyszenie im. Lecha Wałęsy.
W lutym 2005 napisał list otwarty na temat Radia Maryja, w którym oskarżył redakcję rozgłośni o spiskowe teorie na temat III RP, antysemityzm i ksenofobię. Bodźcem do tego działania stało się oskarżenie Wałęsy na antenie rozgłośni o współpracę ze Służbą Bezpieczeństwa pod pseudonimem „Bolek”, z powodu której atakowany był ze strony niektórych środowisk prawicy.

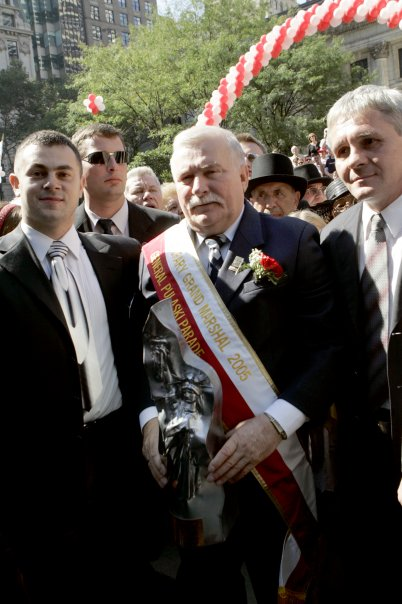
Lech Wałęsa otrzymujący Statuę Wolności od Bogdana Węgrzynka podczas Parady Pułaskiego, Manhattan (2005)

W 2005 początkowo przychylnie odnosił się do planów powstania Partii Demokratycznej, jednak ostatecznie ogłosił poparcie dla Platformy Obywatelskiej i kandydatury Donalda Tuska w wyborach prezydenckich. Popierał PO także w każdych kolejnych wyborach; od 2005 do partii tej należy jego syn Jarosław (w latach 2005–2009 i od 2019 poseł na Sejm, w latach 2009–2019 eurodeputowany).
W kwietniu 2005 na zaproszenie prezydenta RP Aleksandra Kwaśniewskiego wziął udział w delegacji władz polskich na pogrzebie papieża Jana Pawła II. Wówczas z inicjatywy Tadeusza Mazowieckiego doszło do pierwszej od czasu wyborów z 1995 rozmowy obu prezydentów i gestu pojednania między nimi.
16 listopada 2005 uzyskał decyzją Instytutu Pamięci Narodowej status pokrzywdzonego przez służby bezpieczeństwa PRL i zapowiedział walkę na drodze sądowej z osobami oskarżającymi go o działalność agenturalną.
22 sierpnia 2006 zapowiedział wystąpienie z „Solidarności”, gdyż uznał, że związek pod przewodnictwem Janusza Śniadka za bardzo zaangażował się w poparcie Prawa i Sprawiedliwości i braci Kaczyńskich. Decyzję rozważał już w 2005, kiedy polecił opłacenie składek członkowskich tylko do końca roku (składki opłacał wówczas w jego imieniu Jerzy Borowczak). Formalnie pozostał członkiem związku, będąc jedynie zawieszonym w prawach.
11 czerwca 2007 Sąd Okręgowy w Gdańsku orzekł, iż Lech Wałęsa naruszył dobra osobiste Krzysztofa Wyszkowskiego, nazywając go m.in. „małpą z brzytwą”, „wariatem” i „chorym debilem”. 19 czerwca 2007 na swojej stronie internetowej napisał komentarz, w którym nazwał ówczesnego prezydenta RP Lecha Kaczyńskiego „s...synem”, zaś w programie publicystycznym Kropka nad i na antenie telewizji TVN24 podtrzymał to zdanie. 24 września 2008 Sąd Okręgowy w Gdańsku podtrzymał wyrok z 11 czerwca 2007, iż Wałęsa naruszył dobra osobiste Wyszkowskiego. Sąd Apelacyjny w Gdańsku w marcu 2011 prawomocnie orzekł, że Krzysztof Wyszkowski ma przeprosić byłego prezydenta za wypowiedź w telewizji z 16 listopada 2005, w której nazwał Lecha Wałęsę tajnym współpracownikiem SB o pseudonimie „Bolek”. W kwietniu 2021 Izba Kontroli Nadzwyczajnej i Spraw Publicznych Sądu Najwyższego (której niezawisłość i bezstronność zanegował Europejski Trybunał Praw Człowieka) uchyliła ten wyrok. ETPC, do którego zwrócił się następnie Lech Wałęsa, orzekł, że wyrok uchylający oraz postępowanie przed upolitycznioną IKNiSP naruszyły jego prawa i nakazał wypłacić mu 30 tys. euro.

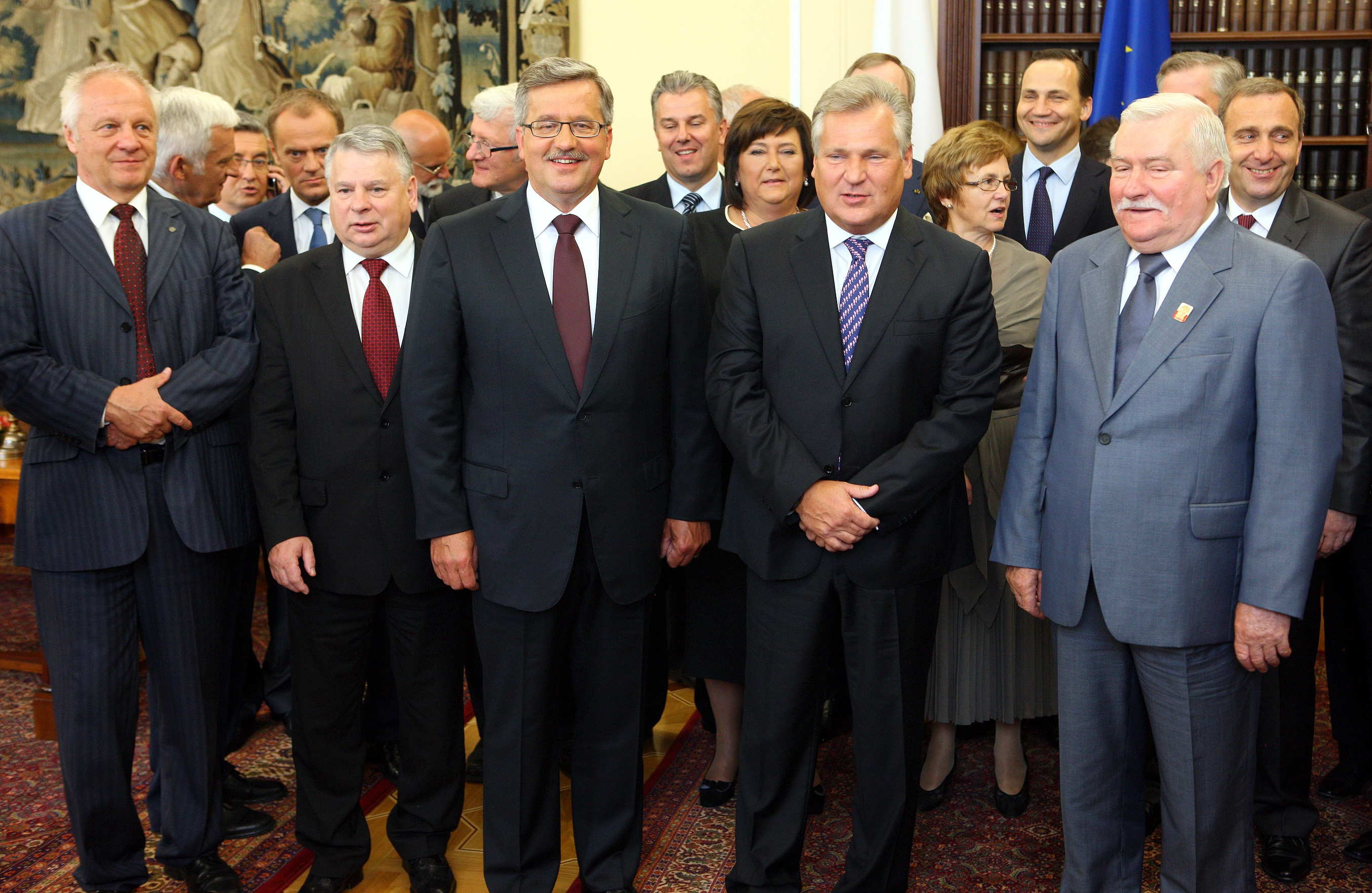
Lech Wałęsa (pierwszy z prawej) podczas uroczystości zaprzysiężenia Bronisława Komorowskiego przed Zgromadzeniem Narodowym (2010)

W październiku 2008 przy poparciu rządu Donalda Tuska, pomimo sprzeciwu prezydenta RP Lecha Kaczyńskiego, został członkiem nowo utworzonej 12-osobowej grupy refleksyjnej Unii Europejskiej, określanej jako „Rada Mędrców”. Grupa, której powołanie zaproponował prezydent Francji Nicolas Sarkozy, miała się zająć rozpatrywaniem fundamentalnych zagadnień wymagających zmian i decyzji politycznych w niedalekiej przyszłości, w tym globalizacją, zmianami klimatycznymi, imigracją, rynkiem pracy.
W wyborach prezydenckich w 2010 poparł Bronisława Komorowskiego (uczynił to także wcześniej w wewnętrznych prawyborach w PO).
16 maja 2012 w wywiadzie dla Radia ZET wyraził opinię, że premier Donald Tusk powinien zastosować siłowe rozwiązania wobec związkowców z NSZZ „Solidarność” protestujących przeciwko reformie systemu emerytalnego, powiedział: Gdybym był Tuskiem, kazałbym pałować Solidarność. Sam bym spałował Dudę. Wyjaśnił potem, że chciał tą wypowiedzią spowodować u działaczy związku refleksję, aby później nie zakłócili przebiegu rozgrywanych w Polsce piłkarskich mistrzostw Euro 2012, nie będąc faktycznie zwolennikiem używania pałek policyjnych wobec związkowców. W 2014 zapowiedział wspieranie inicjatyw „Solidarności”, które będą pozytywnie przez niego oceniane.

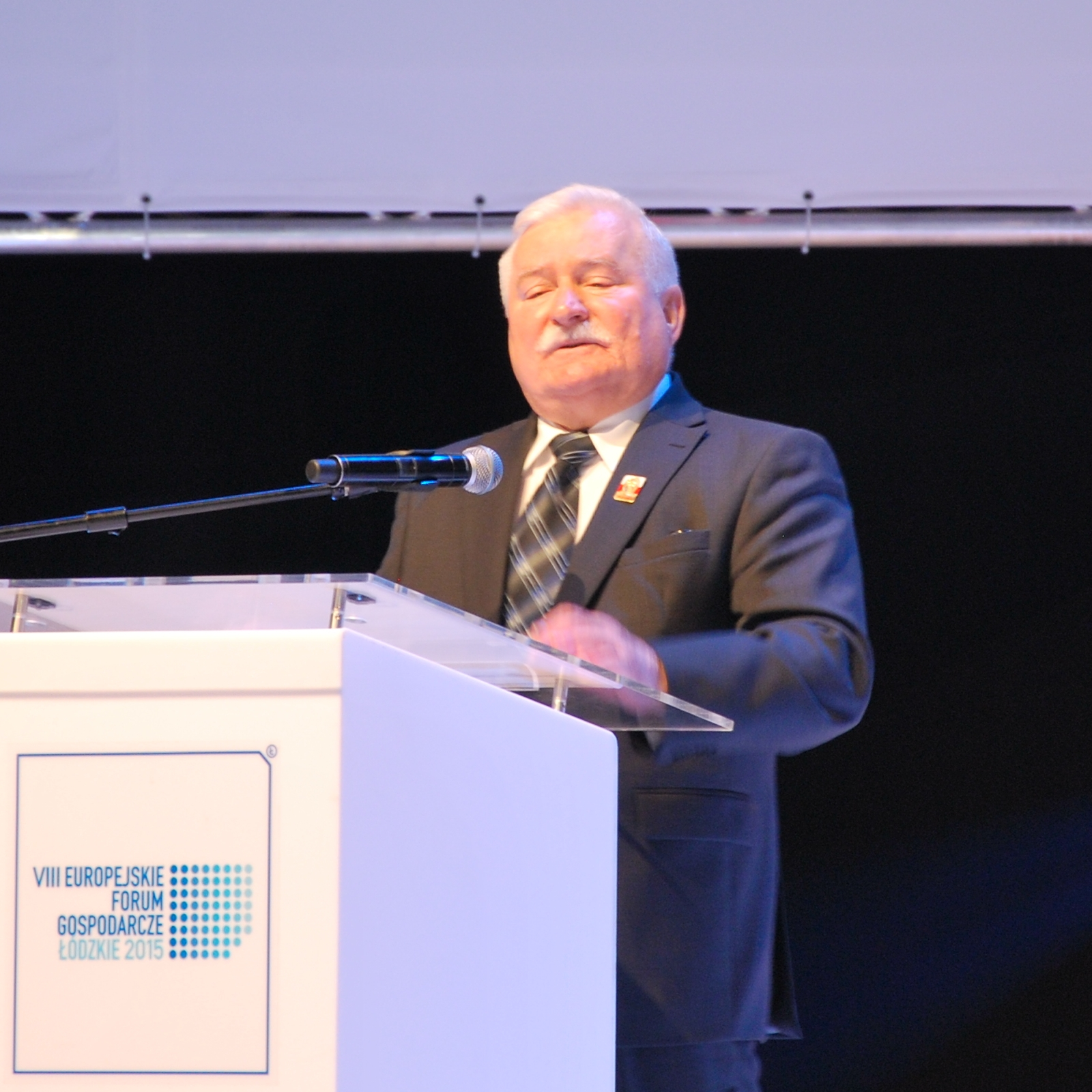
Lech Wałęsa przemawia podczas VIII Europejskiego Forum Gospodarczego, Łódź, październik 2015

W latach 2014–2015 i od 2024 przyznawana jest Nagroda Solidarności, nosząca imię Lecha Wałęsy.
Od 2015 biuro byłego prezydenta znajduje się w gmachu Europejskiego Centrum Solidarności w Gdańsku.
10 listopada 2015 pojawił się na konferencji założonej przez siebie partii ChDRP, zapowiadającej reaktywację jej działalności. Powołał też wiceprzewodniczących i rzecznika ugrupowania. Partia nie podjęła jednak ponownie szerszej działalności i w 2023 została wyrejestrowana z ewidencji partii politycznych. W 2016 Lech Wałęsa nawiązał bliską współpracę z PO i z Unią Europejskich Demokratów. W styczniu 2023 ogłosił, że wycofuje swoje poparcie dla PO. 4 czerwca tego samego roku wziął udział w marszu organizowanym przez PO, który odbył się w Warszawie.
Po wyborach parlamentarnych w 2015 krytykował rządy Prawa i Sprawiedliwości, m.in. w obliczu kryzysu wokół Trybunału Konstytucyjnego w Polsce. Angażował się w szereg działań ugrupowań opozycyjnych, w tym Komitetu Obrony Demokracji. Manifestował swoją niezgodę na działania będące w jego przekonaniu naruszaniem ładu konstytucyjnego.
W latach 2016–2018 odbywał cykl spotkań otwartych w polskich miastach pod nazwą „Porozmawiajmy o Polsce”, współorganizowanych przez Komitet Obrony Demokracji.
W latach 2017–2019 funkcjonowała Fundacja im. Lecha Wałęsy, jej prezesem był Krzysztof Pusz.
W 2018 utworzono LW spółka z o. o, która koordynuje komercyjną aktywność Lecha Wałęsy (w tym wyjazdy zagraniczne i misje dyplomatyczne). Jej prezesem jest Adam Domiński.
23 czerwca 2018 reaktywował Komitet Obywatelski, mający na celu działanie na rzecz rzetelności przeprowadzenia wyborów mających się odbyć w Polsce w latach 2018–2019. W jego skład weszło kilkadziesiąt osób: byli i obecni politycy (głównie byli działacze opozycji w PRL, jak również przedstawiciele PO, Nowoczesnej, UED, SD i stowarzyszenia Dom Wszystkich Polska oraz byli lewicowi marszałkowie Sejmu), a także osoby związane z nauką i kulturą, prawnicy oraz duchowni.
W 2022 publicznie skrytykował Władimira Putina za wywołanie wojny na Ukrainie, zachęcając przy tym inne narody zamieszkałe na terenie Federacji Rosyjskiej do walki o niepodległość i stworzenie niezależnych państw. W odpowiedzi na to w rosyjskim programie propagandowym Olgi Skabiejewej padła oferta nagrody „pięć milionów euro lub dolarów za głowę Wałęsy” oraz sugerowano wystawienie za Lechem Wałęsą międzynarodowego listu gończego. Lech Wałęsa odniósł się do sprawy, zamieszczając na swoim profilu w serwisie Facebook wpis, w którym opowiedział się przeciwko atakowi na Rosję, jednak za zmianą jej systemu politycznego.

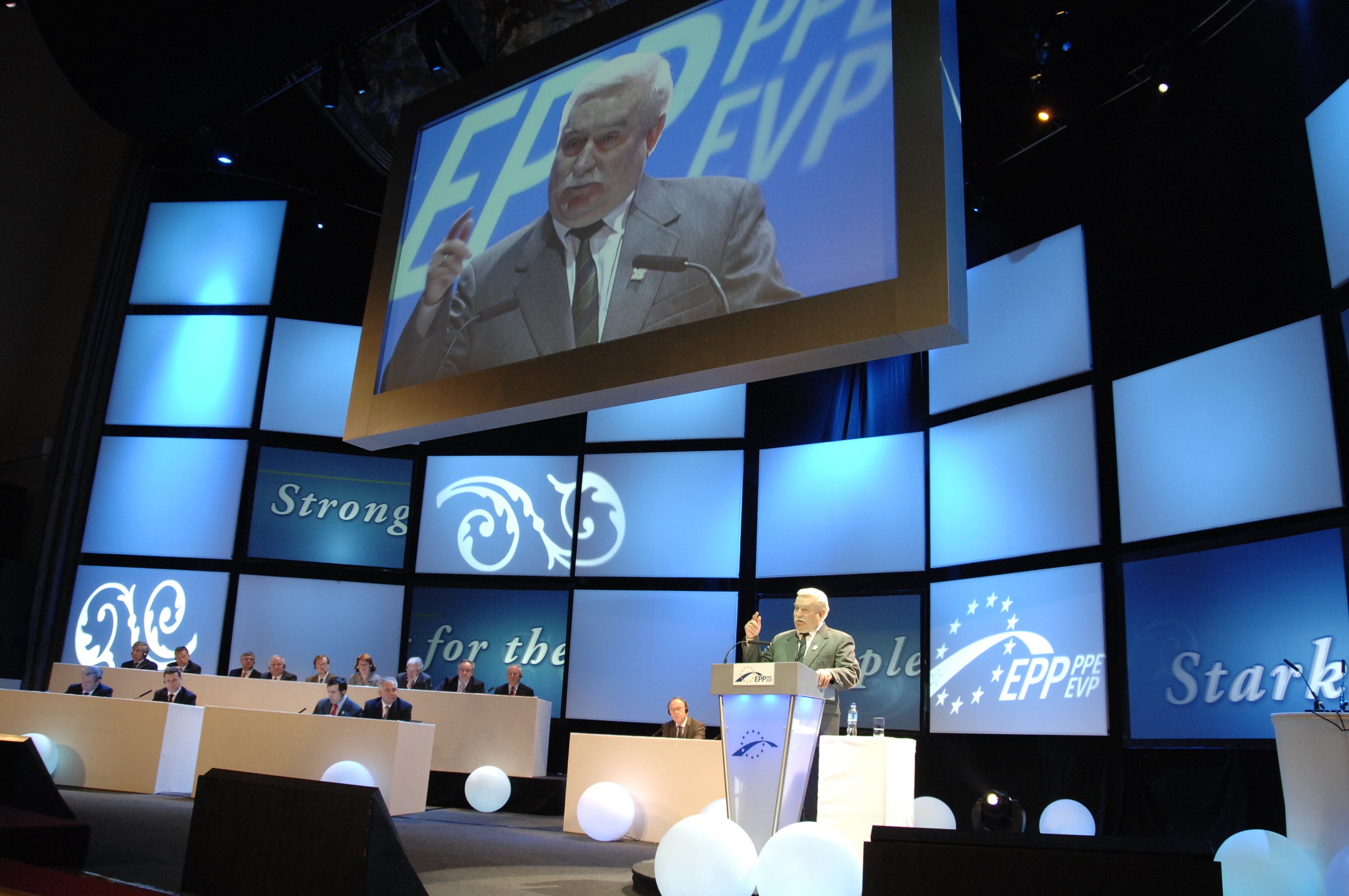
Lech Wałęsa podczas kongresu Europejskiej Partii Ludowej, Warszawa 2009

Od czasu strajku w Stoczni Gdańskiej z sierpnia 1980 w miejscach publicznych pokazuje się z wpiętym w klapę marynarki znaczkiem przedstawiającym wizerunek Matki Boskiej Częstochowskiej. Przez wiele lat nosił egzemplarz wykonany z plastiku, a w 2009 został wymieniony na znaczek z metalu. W 2018 zaczął regularnie pojawiać się w sytuacjach publicznych w koszulce z napisem „Konstytucja” w akcie niezgody na politykę PiS. W takiej koszulce pojawił się m.in. na uroczystościach pogrzebowych George’a Busha w Waszyngtonie w grudniu 2018, co odnotowały międzynarodowe media, zauważając, że w jego [Wałęsy] ojczyźnie jest to symbol walki politycznej z populistycznym rządem, oraz że Wałęsa wraz z innymi opozycjonistami oskarżają rządzącą od 2015, narodowo-konserwatywną partię, o niszczenie (...) demokracji – do której zdobycia przyczynił się sam Wałęsa – głównie przez podważanie niezależności sądownictwa. Wałęsa oświadczył, że koszulkę z napisem „Konstytucja” będzie nosił tak długo, „dopóki w Polsce jest łamane prawo”, a gdyby zmarł, zanim sytuacja się zmieni, chciałby w tej koszulce zostać pochowany.

## Odznaczenia i wyróżnienia

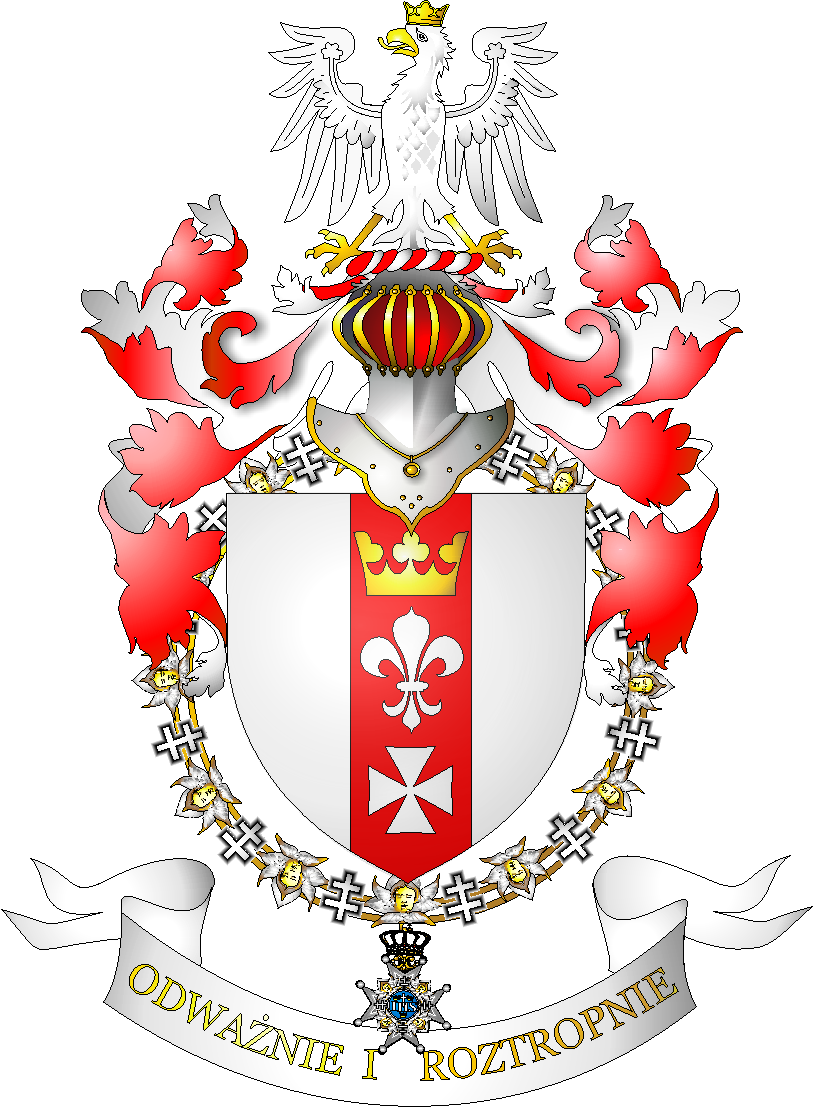
Herb przydzielony Lechowi Wałęsie przez Urząd Heraldyczny Królestwa Szwecji z okazji nadania Królewskiego Orderu Serafinów. Według intencji projektanta, Adama Heymowskiego, nawiązuje do polskich barw narodowych i do herbu Gdańska. Jeden z krzyży zastąpiony został lilią, symbolizującą Matkę Boską Częstochowską

### Ordery i odznaczenia
Lech Wałęsa z tytułu wyboru na urząd Prezydenta RP stał się kawalerem, wielkim mistrzem orderu i przewodniczącym kapituł Orderu Orła Białego oraz Orderu Odrodzenia Polski.
Został także uhonorowany m.in. następującymi orderami i odznaczeniami zagranicznymi:
- 1989: wenezuelski Krzyż Wielki Orderu Francisco de Miranda
- 1989: amerykański Prezydencki Medal Wolności
- 1989: filadelfijski Medal Wolności
- 1991: papieski Złoty Łańcuch Orderu Piusa IX[112]
- 1991: belgijska Wielka Wstęga Orderu Leopolda
- 1991: brytyjski Krzyż Wielki Orderu Łaźni
- 1991: francuski Krzyż Wielki Orderu Legii Honorowej[113]
- 1991: włoski Krzyż Wielki Orderu Zasługi Republiki[114]
- 1993: szwedzki Order Serafinów
- 1993: duński Order Słonia[115]
- 1993: fiński Krzyż Wielki Orderu Białej Róży[116]
- 1993: portugalski Wielki Łańcuch Orderu Wolności[117]
- 1994: holenderski Order Lwa Niderlandzkiego[118]
- 1994: południowokoreański Wielki Order Mugunghwy
- 1994: portugalski Wielki Łańcuch Orderu Infanta Henryka[117][119]
- 1994: węgierski Krzyż Wielki Orderu Zasługi Republiki
- 1994: turecki Order Państwa[120]
- 1995: brazylijski Krzyż Wielki Orderu Krzyża Południa[121]
- 1995: norweski Krzyż Wielki Orderu Św. Olafa
- 1995: Medal Republiki Urugwaju[122]
- 1999: amerykański Medal Wolności od National Endowment for Democracy[123]
- 1999: Międzynarodowa Nagroda Wolności
- 1999: czeski Order Lwa Białego I Klasy[124]
- 2001: dominikański Krzyż Wielki ze Złotą Gwiazdą Orderu Krzysztofa Kolumba
- 2005: ukraiński Order Księcia Jarosława Mądrego II stopnia[125]
- 2006: estoński Krzyż Wielki Orderu Krzyża Ziemi Maryjnej[126][127]
- 2008: odznaka honorowa Gwiazda Millenium Litwy[128]
- 2010: portugalski Krzyż Wielki Orderu Skrzydła św. Michała[129]
- 2014: rumuński Krzyż Wielki Orderu Korony (domowy)[130]
- niemiecki Order Zasługi
- chilijski Krzyż Wielki Orderu Zasługi
- Medal UNESCO

W 2011 odmówił przyjęcia Krzyża Wielkiego Orderu Witolda Wielkiego, jako powód podając złe traktowanie Polaków na Litwie.

### Wyróżnienia i nagrody

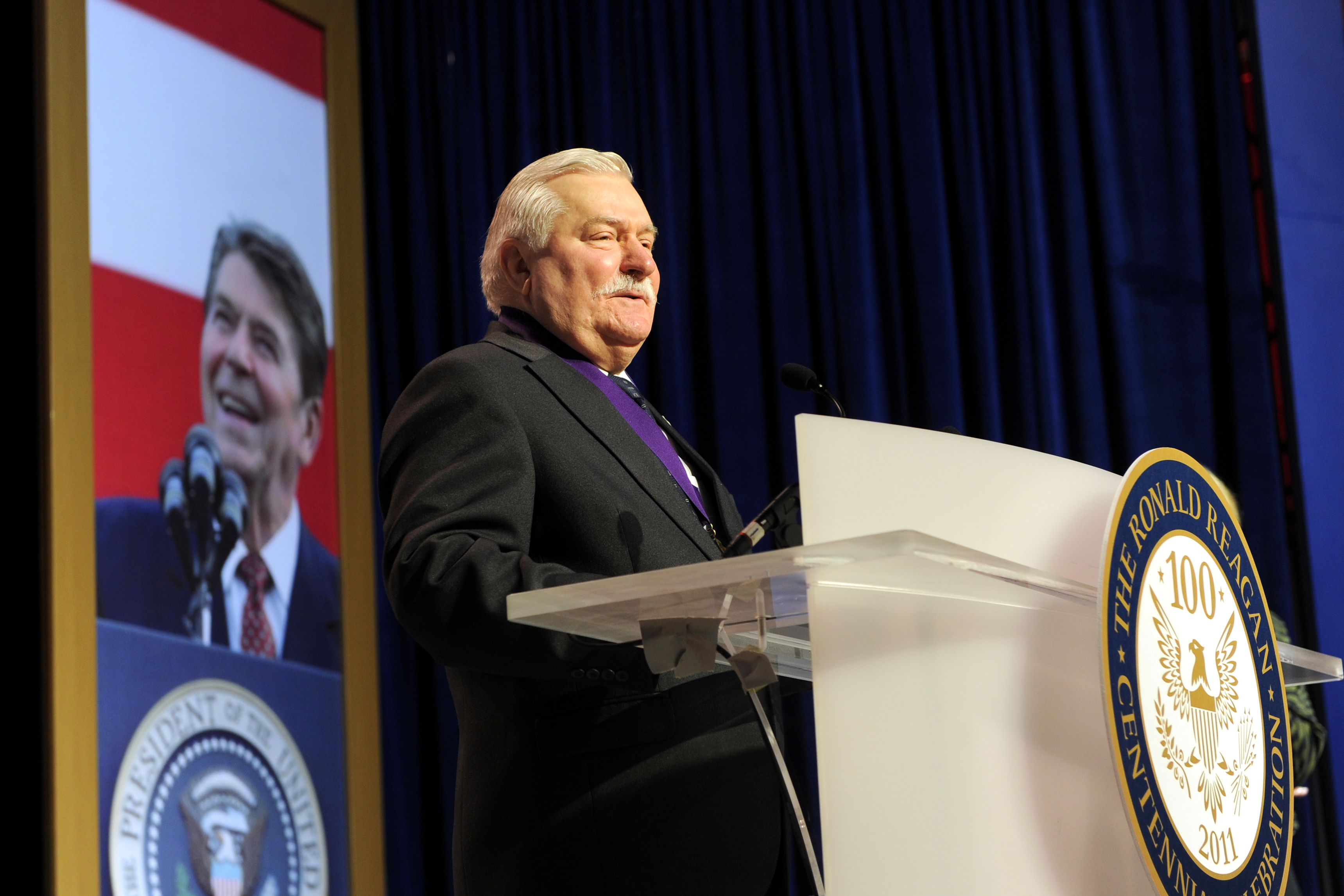
Lech Wałęsa (2011)

#### Doktoratyhonoris causa
(1981) Alliance College, (1981) Uniwersytetu Columbia, (1981) Katolickiego Uniwersytetu w Lowanium, (1981) Providence College (w Providence), (1982) MacMurray College (w Jacksonville), (1982) Uniwersytetu Notre Dame, (1982) Université Paris 8 Vincennes–Saint-Denis, (1982) Uniwersytetu Seton Hall (w South Orange), (1983) Uniwersytetu Paryskiego, (1983) Uniwersytetu Harvarda, (1984) Uniwersytetu Fordham, (1984) Uniwersytetu w Dundee (Szkocja), (1989) Uniwersytetu McMastera, (1989) Uniwersytetu Simona Frasera, (1990) Uniwersytetu Gdańskiego, (1990) Uniwersytetu Mikołaja Kopernika w Toruniu, (1996) Uniwersytetu Connecticut, (1996) Universidad Anáhuac México Sur (w Meksyku), (1997) Universidad del Salvador (w Buenos Aires), (1997) Uniwersytetu w Mendozie (Argentyna), (1997) Uniwersytetu Meiji (w Tokio), (1997, prof. hon.) Uniwersytetu Koreańskiego (w Seulu), (1998) Westminster College (w Fulton), (1998) Uniwersytetu Lynnów (w Boca Raton), (1999) Uniwersytetu Gannona (w Erie), (1999) Uniwersytetu Hawajskiego, (2000) Lewis and Clark College (w Portlandzie), (2000) Middlebury College (w Middlebury), (2001) Pontificia Universidad Católica Madre y Maestra (w Santiago de los Caballeros), (2001) Uniwersytetu Świętego Ambrożego (w Davenport), (2001) Ramapo College of New Jersey (w Mahwah), (2002) Uniwersytetu Karoliny Północnej w Charlotte, (2005) Uniwersytetu Quebecu w Trois-Rivières, (2011) Uniwersytetu Europejskiego w Madrycie, (2011) Uniwersytetu Opolskiego, (2018) Uniwersytetu Césara Vallejo (w Trujillo), (2022) New England College (w Henniker).

#### Honorowe obywatelstwa
(1982) Turyn, (1990) Białystok, (1990) Genua, (1990) Radom, (1990) Kraków, (1990) Lipno, (1990) Mielec, (1990) Zamość, (1990) Tczew, (1991) Turek, (1995) Sopot, (1995) Gdynia, (1995) Łuków, (1997) Gdańsk, (2004) Łęczyca, (2005) Brzeg Dolny, (2005) Wrocław, (2005) Kościerzyna, (2007) Warszawa, (2008) Szczecin, (2008) Zielona Góra, (2008) Opole, (2008) Zduńska Wola, (2009) Mława, (2009) Poznań, (2009) Puławy, (2010) Darłowo, (2010) Ustrzyki Dolne, (2010) województwo kujawsko-pomorskie, (2011) Elbląg, (2013) gmina Brudzeń Duży, (2014) Palermo, (2014) Żukowo, (2015) Ślesin, (2016) Namysłów.

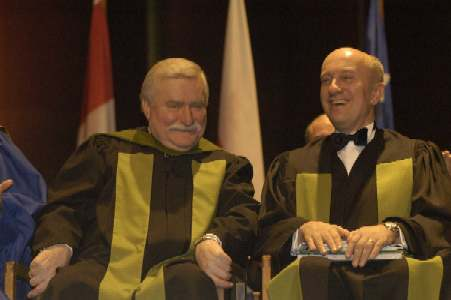
Lech Wałęsa i profesor Adam Skorek (2005)

#### Pozostałe
Jako pierwszy Polak zdobył w 1981 tytuł Człowieka Roku tygodnika „Time”. W 1991 z rąk królowej brytyjskiej Elżbiety II otrzymał godność Honorowego Członka Orderu Łaźni (Honorary Member of the Most Honourable Order of the Bath; obywatele brytyjscy otrzymują przy nadaniu tego orderu osobiste szlachectwo, ale nie odnosi się to do cudzoziemców).
Za „działalność dla dobra publicznego, dobrosąsiedzkich stosunków i pokoju” został odznaczony Komandorią Missio Reconciliationis przyznaną przez Zarząd Krajowy Ogólnopolskiego Stowarzyszenia Społecznego „Misja Pojednania” (powołanego w wyniku historycznego spotkania i pojednania się w 1993 obrońców Westerplatte i marynarzy z pancernika Schleswig-Holstein). W 1993 z okazji udekorowania szwedzkim odznaczeniem – Orderem Królewskim Serafinów nadano mu herb mający zastosowanie wyłącznie do celów orderowych.
10 lutego 1995 wyróżniony został Pierścieniem Hallera, nagrodą przyznawaną przez Ligę Morską. Również w 1995 otrzymał tytuł Człowiek Roku tygodnika „Wprost”.

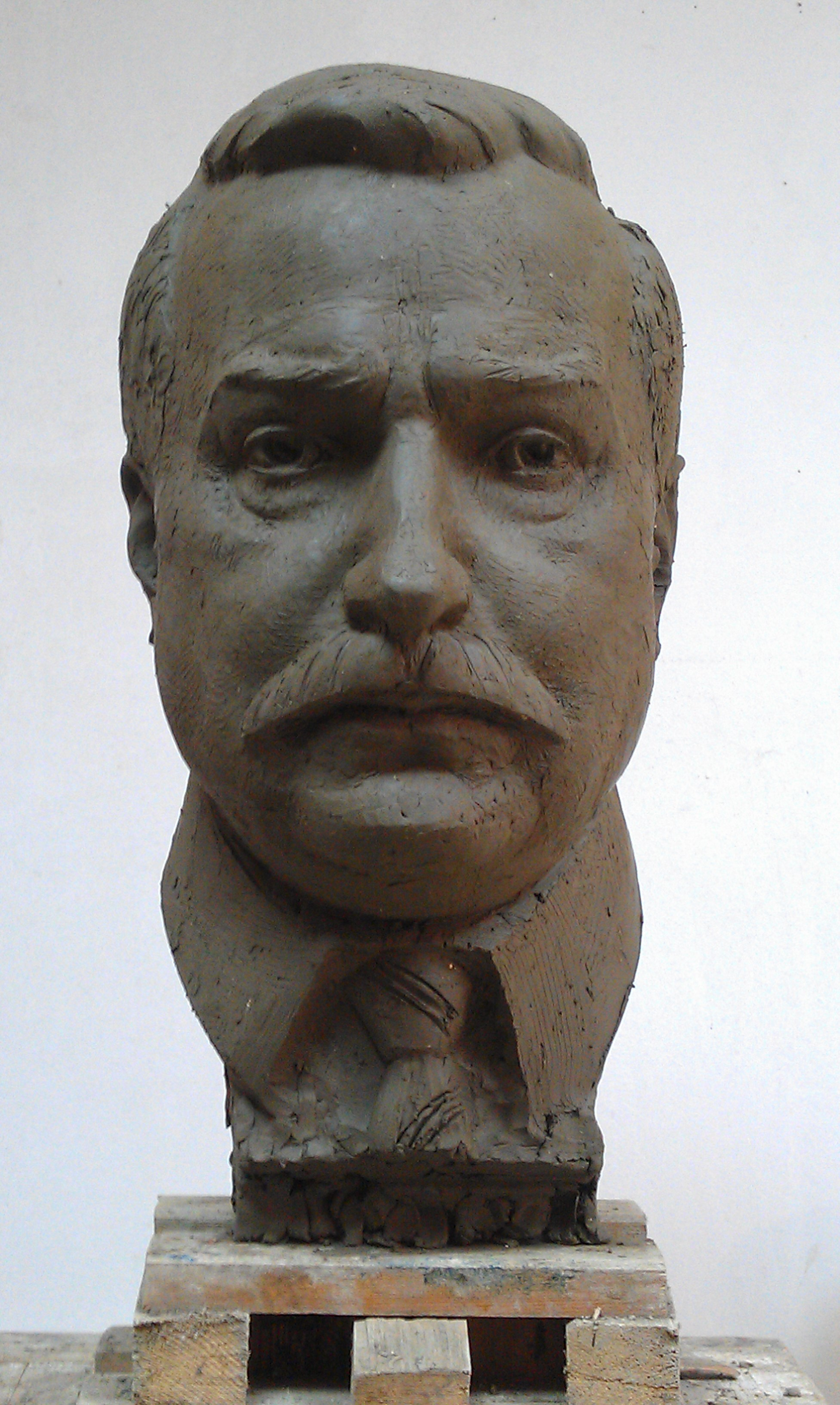
Rzeźba przedstawiająca Lecha Wałęsę, autor Giennadij Jerszow. Portret został stworzony w Gdańsku w 2013 roku

17 lipca 1996 wyróżniony został honorowym tytułem Przyjaciel Ludzi Bezdomnych, nadawanym przez twórcę Monaru – Marka Kotańskiego. Jest także laureatem statuetki Nagrody Humanitarnej VICTORIA, którą odebrał w świdnickiej katedrze, a także Nagrody Kisiela w 2005 oraz nagrody Galileo 2000 (w 2007). Otrzymał tytuł „Człowieka Roku” 2004 Forum Ekonomicznego.
W 2005 otrzymał Nagrodę Specjalną Zarządu Konfederacji Lewiatan, przyznawaną osobom wybitnie zasłużonym na polach kultury, polityki, nauki, życia publicznego i gospodarki. W 2007 został dożywotnim członkiem FOSE – Przyjaciele Skautingu w Europie. Oficjalnego przyjęcia do FOSE dokonał Jørgen Rasmussen, prezes Europejskiej Fundacji Skautowej. Również w 2007 otrzymał Medal Wolności im. Jana Karskiego za „kluczową rolę w ruchu niepodległościowym, który doprowadził do upadku komunizmu w Polsce i Europie Środkowo-Wschodniej”.
W 2008 otrzymał Odznakę Honorową za Zasługi dla Województwa Warmińsko-Mazurskiego (nr 129). 8 kwietnia 2008 – jako pierwszemu – Rada Polskiej Fundacji Katyńskiej nadała mu Medal Dnia Pamięci Ofiar Zbrodni Katyńskiej.
14 kwietnia 2008 podczas spotkania z mieszkańcami Oliwy w sali Gimnazjum nr 23 Lech Wałęsa został uhonorowany Oliwskim Paszportem przez grupę inicjatywną powołania Rady Osiedla w Oliwie Rada Oliwy.

9 czerwca 2009 otrzymał Medal im. Ernsta Reutera, będący najwyższym odznaczeniem miasta Berlina dla osobistości, które w szczególny sposób angażowały się na rzecz demokracji i praw człowieka. 

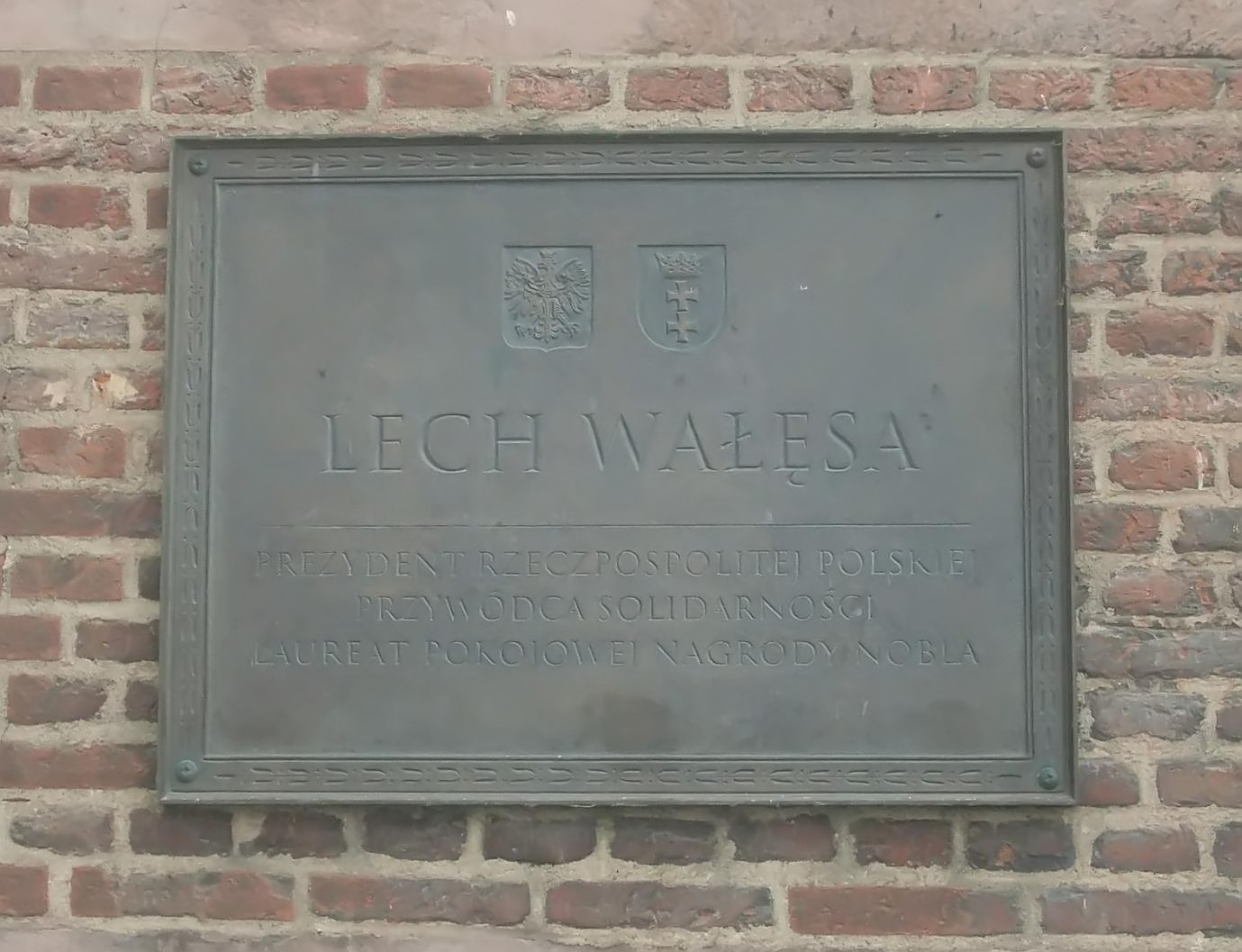
Tablica upamiętniająca Lecha Wałęsę przy ulicy Długie Pobrzeże w Gdańsku (nad brzegiem Motławy, obok Zielonej Bramy)

W 2011 został wyróżniony nadanym przez Zarząd Główny Związku Kombatantów RP i Byłych Więźniów Politycznych Kombatanckim Krzyżem Pamiątkowym „Zwycięzcom” w „uznaniu zasług wniesionych na rzecz odzyskania przez Polskę niepodległości”. W tym samym roku otrzymał także za „życiowe poświęcenie sprawom wolności” nagrodę im. Ronalda Reagana (Ronald Reagan Centennial Freedom Award). Gratulacje laureatowi przekazała wdowa po byłym prezydencie USA, Nancy Reagan.
11 lutego 2011 został uhonorowany nadaniem imienia tulipanom „Lech Wałęsa”, które zostały wyhodowane przez Marax Tulips VOF z siedzibą Hem w Holandii i wpisane przez Królewskie Stowarzyszenie Hodowców Cebul Kwiatowych do Międzynarodowego Rejestru Hodowców Tulipanów.
10 września 2012 w uznaniu wybitnych zasług zarząd Stowarzyszenia Kucharzy Polskich z Gdańska przyznał Lechowi Wałęsie legitymację nr 1 i honorowe członkostwo tej organizacji.

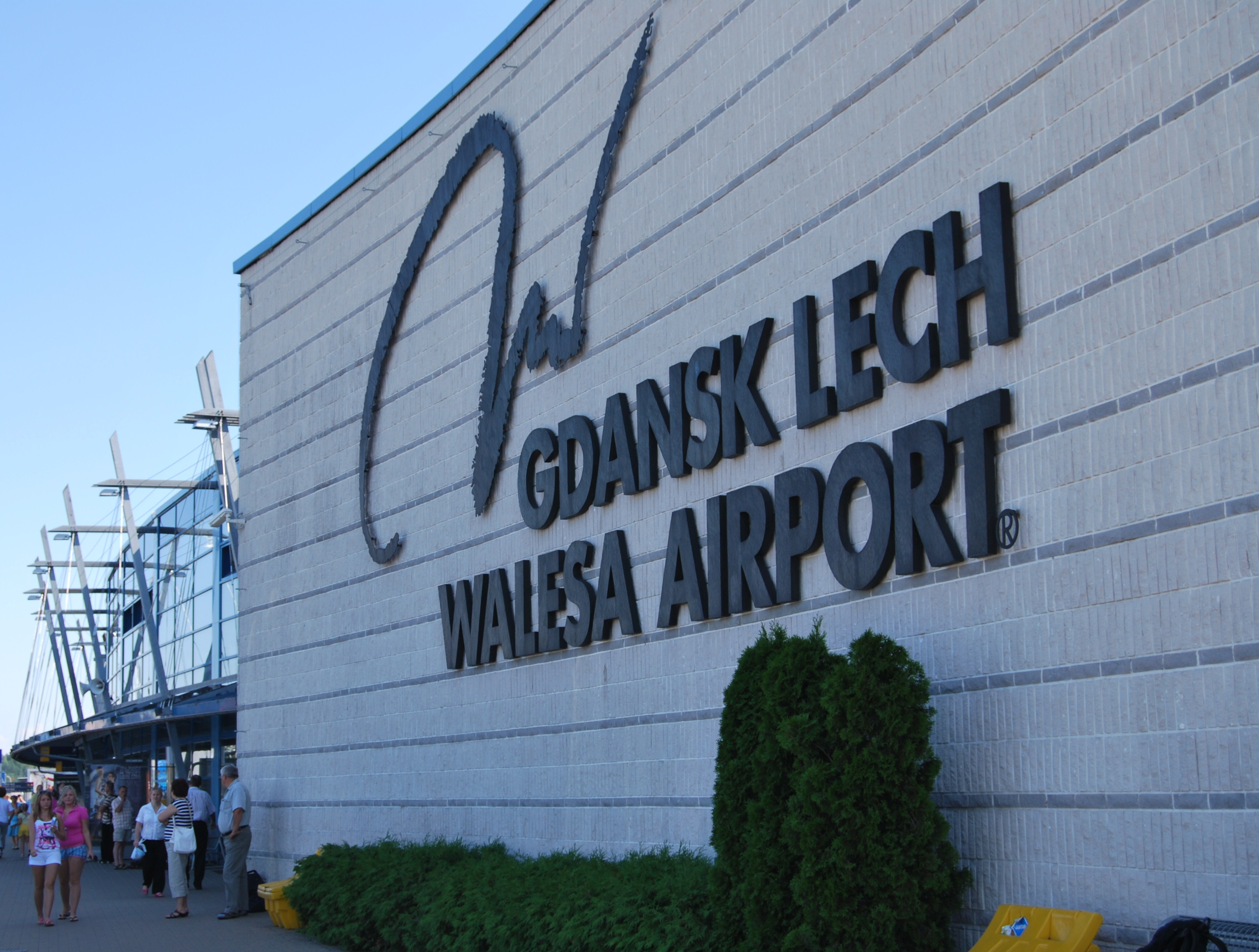
Pierwszy terminal portu lotniczego im. Lecha Wałęsy w Gdańsku (2009)

W sierpniu 2023 fundacja Grand Press przyznała Lechowi Wałęsie Specjalny Medal Wolności Słowa.
We wrześniu 2024 wicepremier i minister obrony narodowej Władysław Kosiniak-Kamysz, w ramach obchodów 25-lecia Polski w NATO, uhonorował Lecha Wałęsę statuetką okolicznościową za zasługi dla procesu akcesji i członkostwa Polski w NATO.
W czerwcu 2025, w ramach obchodów 45. rocznicy narodzin Solidarności, otrzymał ustanowioną przez Europejskie Centrum Solidarności odznakę Solidarności i Praw Człowieka.
Został laureatem specjalnej Międzynarodowej Nagrody Al-Idrisi.

## Lech Wałęsa a Służba Bezpieczeństwa
Od czasu przemian ustrojowych pojawiały się zarzuty, że Lech Wałęsa współpracował ze Służbą Bezpieczeństwa, organem policji politycznej w PRL. W 2017 ekspertyza sporządzona na potrzeby śledztwa prowadzonego przez Instytut Pamięci Narodowej wykazała na podstawie badania pisma ręcznego autentyczność dokumentów, w których Lech Wałęsa miał zgodzić się współpracować z SB (pojawiły się także opinie to kwestionujące). Sam Lech Wałęsa w szeregu wypowiedzi konsekwentnie zaprzeczał współpracy z SB. Kwestia współpracy Lecha Wałęsy ze służbami stała się przedmiotem sporu wśród historyków.

## Upamiętnienie
W Gdańsku od 2004 działa port lotniczy im. Lecha Wałęsy. Place i ulice Lecha Wałęsy znajdują się w Stanach Zjednoczonych (w Glen Cove), w Kanadzie (Mississauga) i Francji (Arras, Fréjus, Le Kremlin-Bicêtre, Nicea, oraz Rosny-sous-Bois). Ponadto jest patronem ronda w Gnieźnie, ulicy we wsi Zgorzałe na Kaszubach (od 2009) i szkoły w Toronto. 19 marca 2008 został wyróżniony odwzorowaniem w granicie podpisu w nawierzchni ulicy Długiej w Bydgoszczy (tzw. bydgoskie autografy). 5 czerwca 2009 został uhonorowany pomnikiem w Alei Polskich Noblistów w Parku Natury w Odolanowie.
Poczta Polska trzykrotnie wyemitowała znaczki z wizerunkiem Wałęsy: w 1990 dla upamiętnienia przyznania mu Pokojowej Nagrody Nobla, w 2001 w serii znaczków „Polskie Milenium” uwieczniono składanie przysięgi prezydenckiej w Sejmie oraz w 2013, w 70. rocznicę jego urodzin.
Jego wizerunek został przedstawiony na liberyjskiej miedzioniklowej monecie kolekcjonerskiej o nominale 10 dolarów wyemitowanej w 2004 oraz na gambijskiej złotej monecie kolekcjonerskiej o nominale 200 dalasi wyemitowanej w 2015.

### Odebrane upamiętnienia
- Ulica w San Francisco (1986–2014) – patronat odebrany z powodu wypowiedzi o osobach homoseksualnych[193].
- Patronat Bieszczadzkiego Zespołu Szkół Zawodowych w Ustrzykach Dolnych (2012–2020) – odebrany ze względów formalnych[194][195].
- Honorowe obywatelstwo gminy Majdan Królewski (1995–2020) – odebrane ze względu na określenie Kornela Morawieckiego mianem zdrajcy[196].

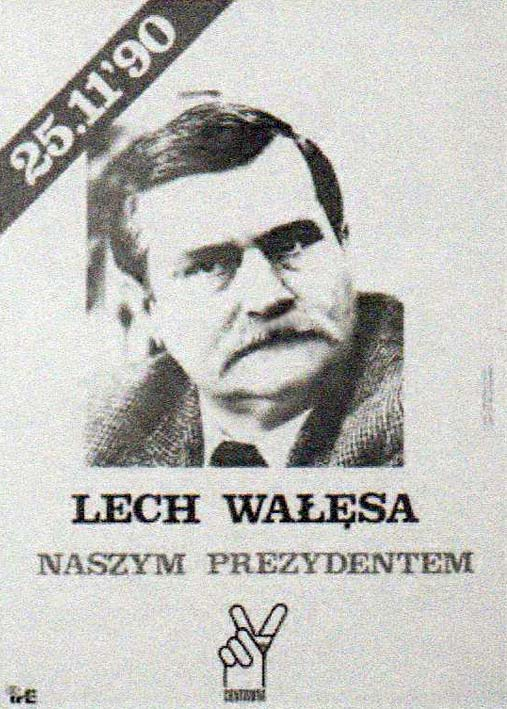
Plakat wyborczy Lecha Wałęsy z wyborów prezydenckich w 1990

## Wyniki wyborcze
| Wybory | Komitet wyborczy                                                  | Komitet wyborczy             | Organ        | Okręg        | Wynik              |
| ------ | ----------------------------------------------------------------- | ---------------------------- | ------------ | ------------ | ------------------ |
| 1990   |                                                                   | Ogólnopolski KW Lecha Wałęsy | Prezydent RP | Prezydent RP | 6 569 889 (39,96%) |
| 1990   | 10 622 696 (74,25%)                                               | Ogólnopolski KW Lecha Wałęsy | Prezydent RP | Prezydent RP |                    |
| 1995   | 5 917 328 (33,11%)                                                | Ogólnopolski KW Lecha Wałęsy | Prezydent RP | Prezydent RP |                    |
| 1995   | 9 058 176 (48,28%)                                                | Ogólnopolski KW Lecha Wałęsy | Prezydent RP | Prezydent RP |                    |
| 2000   | KW Kandydata na Prezydenta Rzeczypospolitej Polskiej Lecha Wałęsy | 178 590 (1,01%)              | Prezydent RP | Prezydent RP |                    |

## Życie prywatne
8 listopada 1969 poślubił Danutę z domu Gołoś. Mają ośmioro dzieci: Bogdana (ur. 1970), Sławomira (1972–2025), Przemysława (1974–2017), Jarosława (ur. 1976), Magdalenę (ur. 1979), Annę (ur. 1980), Marię Wiktorię (ur. 1982) i Brygidę (ur. 1985).
Od 1980 choruje na cukrzycę typu 2. W 2021 trafił do szpitala z powodu stopy cukrzycowej. 27 lutego 2008 został poddany zabiegowi operacyjnego wszczepienia dwukomorowego rozrusznika-defibrylatora oraz stentu w Methodist DeBakey Heart and Vascular Center w Houston. W marcu 2021 przeszedł operację wymiany baterii w rozruszniku w Uniwersyteckim Centrum Klinicznym w Gdańsku.
Deklaruje się jako praktykujący katolik.

## Publikacje i media
W 1984 wydał wznawianą i tłumaczoną autobiografię Droga nadziei. W 2007 ukazała się jego książka Lech Wałęsa. Moja III RP. Straciłem cierpliwość, a w 2008 nowa autobiografia Wałęsa. Droga do prawdy. Autobiografia. W 2017 ukazał się wywiad rzeka z Lechem Wałęsą przeprowadzony przez Andrzeja Bobera i Cezarego Łazarewicza pt. Ja. Rozmowa z Lechem Wałęsą. W 2023 ukazał się wywiad rzeka z Lechem Wałęsą przeprowadzony przez Kamila Dziubkę i Janusza Schwertnera pt. Wałęsa ’80.
Aktywnie wykorzystuje internet. W 2006 otrzymał specjalny numer GG: 1980. Prowadził blogi, m.in. w serwisach MojaGeneracja.pl i blog.pl. Prowadził również mikroblogi w serwisach Blip i wykop.pl. W marcu 2016 przeniósł się z mikroblogiem na portal Facebook. Posiada także profile na portalach: X i Instagram oraz kanał na YouTube.

## Kultura masowa

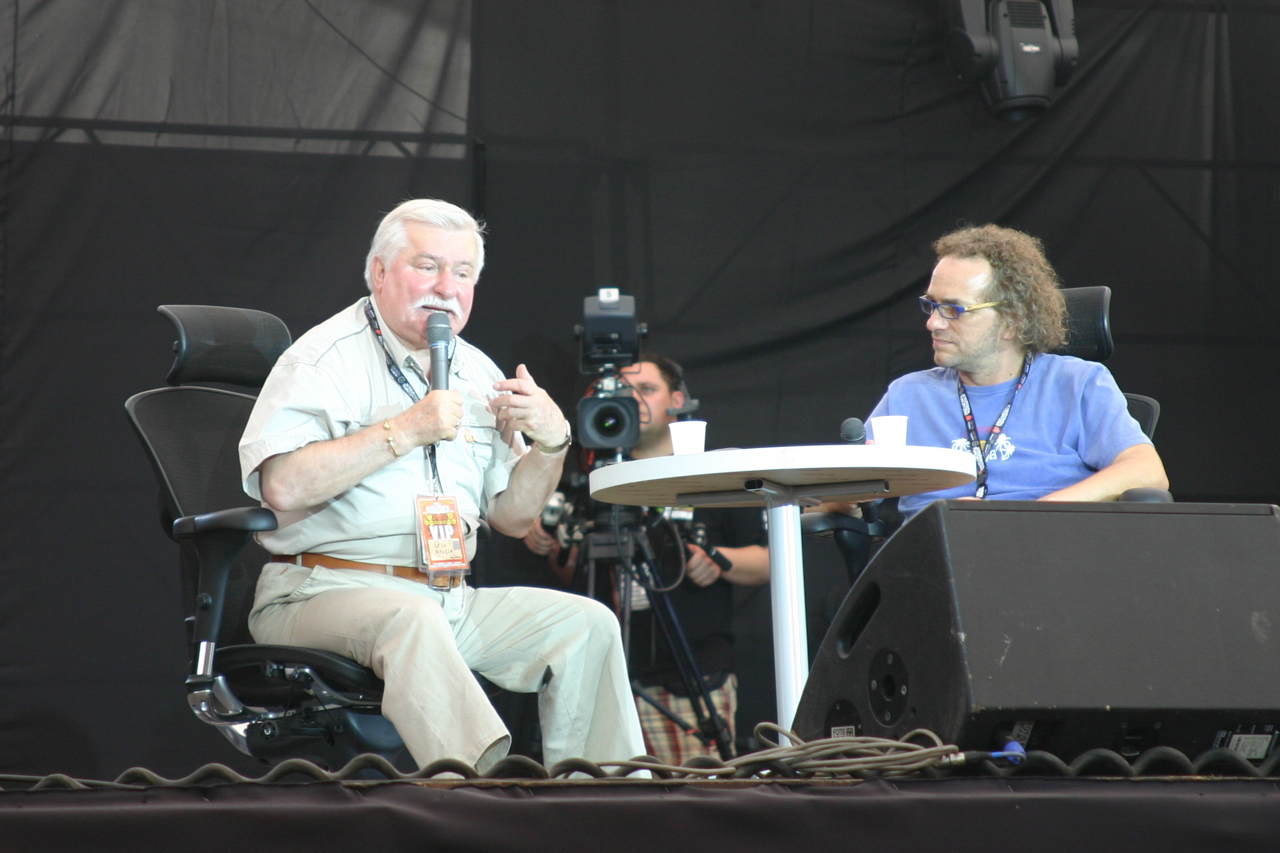
Lech Wałęsa i Piotr Najsztub na Przystanku Woodstock (2009)

- Postać Wałęsy była inspiracją dla piosenki „New Year’s Day” irlandzkiej grupy U2, nawiązując do rozstania internowanego na początku lat 80. Wałęsy z rodziną.
- Sylwetka Wałęsy znalazła się w kilku światowej sławy teledyskach, m.in. Michaela Jacksona („Man in the Mirror”) lub The Scorpions („Wind of Change”). Na obu widać Wałęsę z końca lat 80.
- Do osoby Wałęsy odnosi się utwór „100 000 000”, opublikowany na albumie Spalaj się! (1993) Kazika oraz Na żywo, ale w studio (1994) grupy Kazik na Żywo. Tekst opisuje rozmowę robotników, którzy nie szczędzą krytycznych uwag pod adresem prezydenta Wałęsy, skoncentrowanych głównie na niespełnionej obietnicy przedwyborczej (Lech Wałęsa obiecał powszechne uwłaszczenie obywateli poprzez rozdanie każdej dorosłej osobie po 100 mln złotych sprzed denominacji, w formie bonu prywatyzacyjnego[230]). W refrenie wykrzykiwane są słowa: Wałęsa, dawaj moje sto milionów, Wałęsa, dawaj nasze sto milionów. Na albumie Na żywo, ale w studio wydano także kontynuację utworu, zatytułowaną „300 000 000”.
- Osobie Wałęsy w ironicznym tonie był poświęcony utwór „Z chłopa król” Jacka Kaczmarskiego z płyty Głupi Jasio (1989)[231].
- Do osoby Wałęsy odnosi się tekst piosenki zespołu Big Cyc „Ostry dyżur” z albumu pt. Wojna plemników (1993), opisujący fatalną sytuację w polskiej służbie zdrowia, która jest porównywana do Wałęsy[232]. Oczywistą aluzją do Wałęsy („elektryka ze Stoczni Gdańskiej”) jest też inna piosenka Big Cyc – tytułowy utwór z albumu Nie wierzcie elektrykom (1991). Wizerunek Wałęsy oraz jego wyuczony zawód zostały umieszczone na okładce, na której umieszczona jest karykatura prezydenta ubranego w koszulkę z wielką literą „S”, przypominającą tę Supermana, i znaczkiem „Playboya” w klapie marynarki[233].
- W 2013 Andrzej Wajda ukończył film biograficzny o Lechu Wałęsie pt. Wałęsa. Człowiek z nadziei. Premiera tego filmu miała miejsce 21 września 2013 w Teatrze Narodowym w Warszawie.
- Lech Wałęsa wspomniany został w serii gier komputerowych Cywilizacja. Jego imię i nazwisko wymieniane jest w rankingu wielkich przywódców określającym poziom, który osiągnął gracz w trakcie rozgrywki. Lech Wałęsa odzwierciedla ukończenie gry z wynikiem ponadprzeciętnym, gdzie najlepszy wynik symbolizuje postać cesarza Oktawiana Augusta, a najgorszy Dan Quayle[234].
- W 2022 miała miejsce premiera musicalu 1989, koprodukcji Teatru im. Juliusza Słowackiego w Krakowie i Gdańskiego Teatru Szekspirowskiego. W spektaklu rolę Lecha Wałęsy zagrał Rafał Szumera[235].

## Sztuka
- Grafika Portret nieznanego mężczyzny z wąsem Jacka Fedorowicza (1984)[236],
- Plakat Lech Wałęsa Piotra Młodożeńca (1990)[237],
- Mural Jan Paweł II i Lech Wałęsa przy ulicy Dywizjonu 303 w Gdańsku autorstwa Rafała Roskowińskiego (1999)[238],
- Mural Lech Wałęsa przy ulicy Pilotów w Gdańsku autorstwa Piotra Szwabego (2008)[239],
- Obraz Lech Macieja Świeszewskiego (2021)[240].